# Maurice Larrouy
Maurice Larrouy (Toulouse, 3 de dezembro de 1872 — local e data de morte desconhecidos) foi um atirador esportivo francês. Ele foi campeão olímpico na categoria de tiro rápido 25 metros masculino nos Jogos Olímpicos de Verão de 1900 em Paris, um dos primeiros medalhistas da França na história das Olimpíadas da era moderna.